# Шишкин, Аркадий Иванович
Аркадий Иванович Шишкин — советский и российский бегун, мастер спорта СССР по лёгкой атлетике, победитель Кубка СССР 1984 года в беге на 5000 метров. Член Союза журналистов России.   Награждён дипломом Олимпийского комитета России и комитета  Fair Play  за использование нравственных ценностей спорта в воспитании молодёжи (2004).

## Биография
Родился в Калуге 24 ноября 1959 года. Рос в Воротынске Бабынинского района Калужской области. В 2017 году Шишкин передал одну из своих наград в музей родной школы №1 Воротынска. Первые шаги в спорте делал под руководством учитель физкультуры Николая Филипповича Бокова. Уже в школьные годы определился и с будущей специализацией, лёгкой атлетикой. Первый тренер Иван Михайлович Тюнин. Позднее выступал за    «Трудовые резервы», где его наставниками были Анатолий Петрович Концевой и Виталий Викторович Рачинский. В 1976 году Шишкин стал чемпионом Калужской области среди школьников в беге на дистанции 800 метров. Два года служил в рядах Красной армии, выступал за ЦСКА и сборную Москвы.
В 1984 году Аркадий Шишкин выиграл Кубок СССР на стайерской дистанции в пять тысяч метров.
В 2013 году был среди калужских участников эстафеты олимпийского огня в преддверии зимних Игр в Сочи. Продолжает выступления в соревнованиях ветеранов.
Окончил истфак КГУ имени Циолковского (1985). Работал в калужских газетах «Знамя» (дослужился до должности заместителя главного редактора) и  «Молодой ленинец», в Министерстве спорта Калужской области.